# Nationaal aquarium van Baltimore
Het Nationaal aquarium van Baltimore (Engels: National Aquarium) is een openbaar aquarium in de Amerikaanse stad Baltimore. Het aquarium herbergt 10.500 exemplaren van 660 verschillende diersoorten, en trekt jaarlijks 1,6 miljoen bezoekers.
Het aquarium werd geopend in 1981. Het gebouw sluit qua architectuur aan op de bouwstijl van de toenmalige stadsvernieuwing. Het tijdschrift Coastal Living classificeerde het in 2006 als beste aquarium van de VS. In 2005 was het de meest bezochte toeristische attractie in Maryland. Het aquarium in Baltimore valt sinds 2003 onder hetzelfde bestuur als het Nationaal aquarium van Washington D.C.
Het aquarium bestaat uit drie gebouwen, die met elkaar verbonden zijn door een luchtbrug die naar de centrale promenade leidt. De promenade zelf biedt toegang tot het grootste en ook oudste gebouw, dat bestaat uit een aantal via roltrappen met elkaar verbonden verdiepingen. De eerste verdieping toont de vissen van Maryland (vanaf de bergstroompjes tot aan de Atlantische Oceaan). De bovenste verdieping bestaat uit het bladerdak van een regenwoud waar tropische dieren te bewonderen zijn. Er is ook een observatieplatform vanwaar de vogels en apen kunnen worden bekeken en een grot met verschillende terrariums voor reptielen, amfibieën en geleedpotigen. De rondgang eindigt in een spiraalvormige afdaling langs het grote cilindervormige aquarium toegespitst op de Atlantische Oceaan en vervolgens langs het aquarium van de haaien.
Het tweede paviljoen, gebouwd in 1990, bestaat uit een dolfinarium en een tentoonstelling over kikkers.
Het derde gebouw, geopend in 2005, heeft een oppervlakte van 6.000 m². De expositie hier heeft de naam Animal Planet Australia: Wild Extremes en is gebaseerd op de reconstructie van de natuurlijke habitats van Australië. Het bestaat uit een waterval, aboriginalkunstwerken en een 4D-cinema.

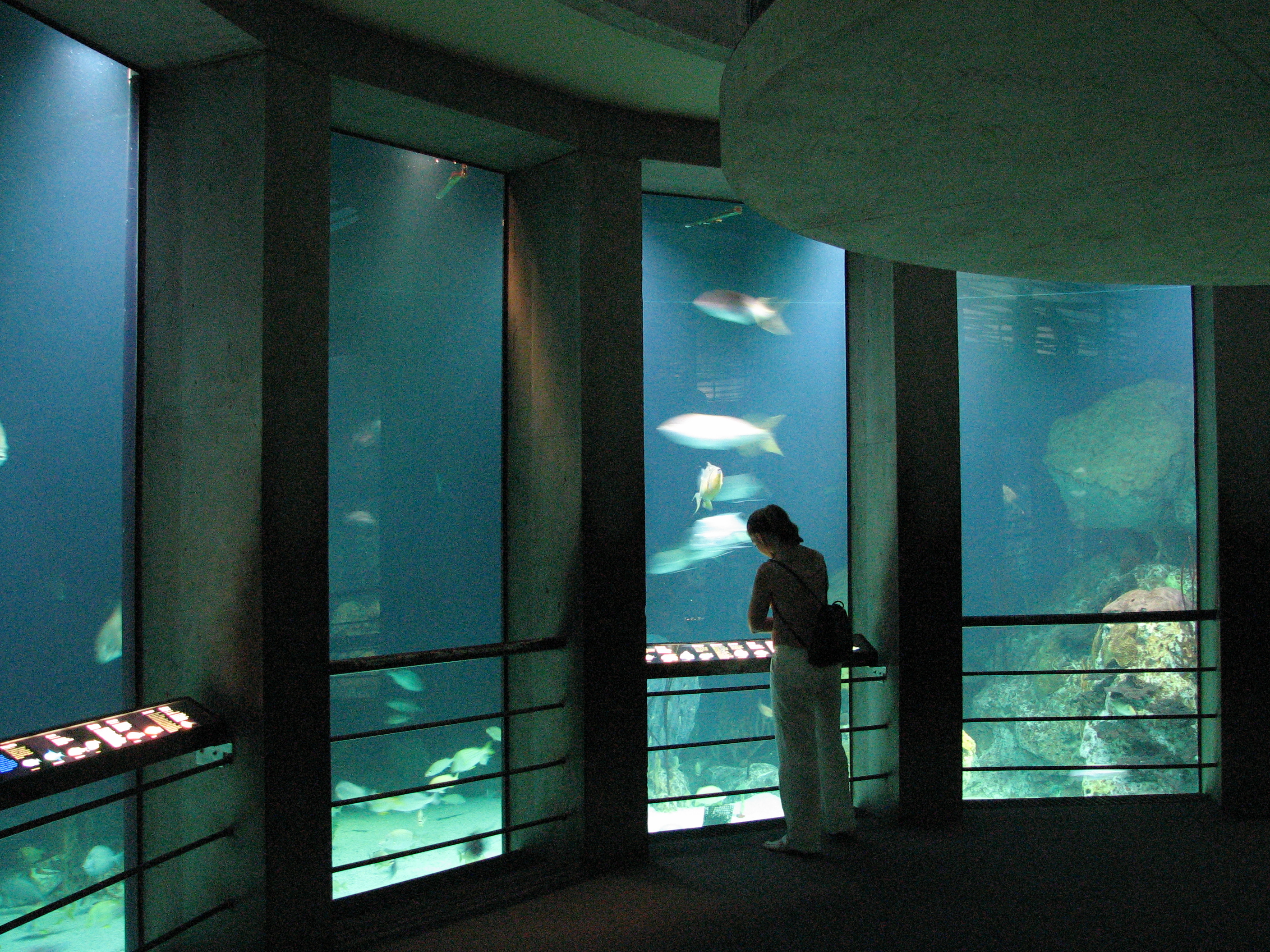
Grote aquarium
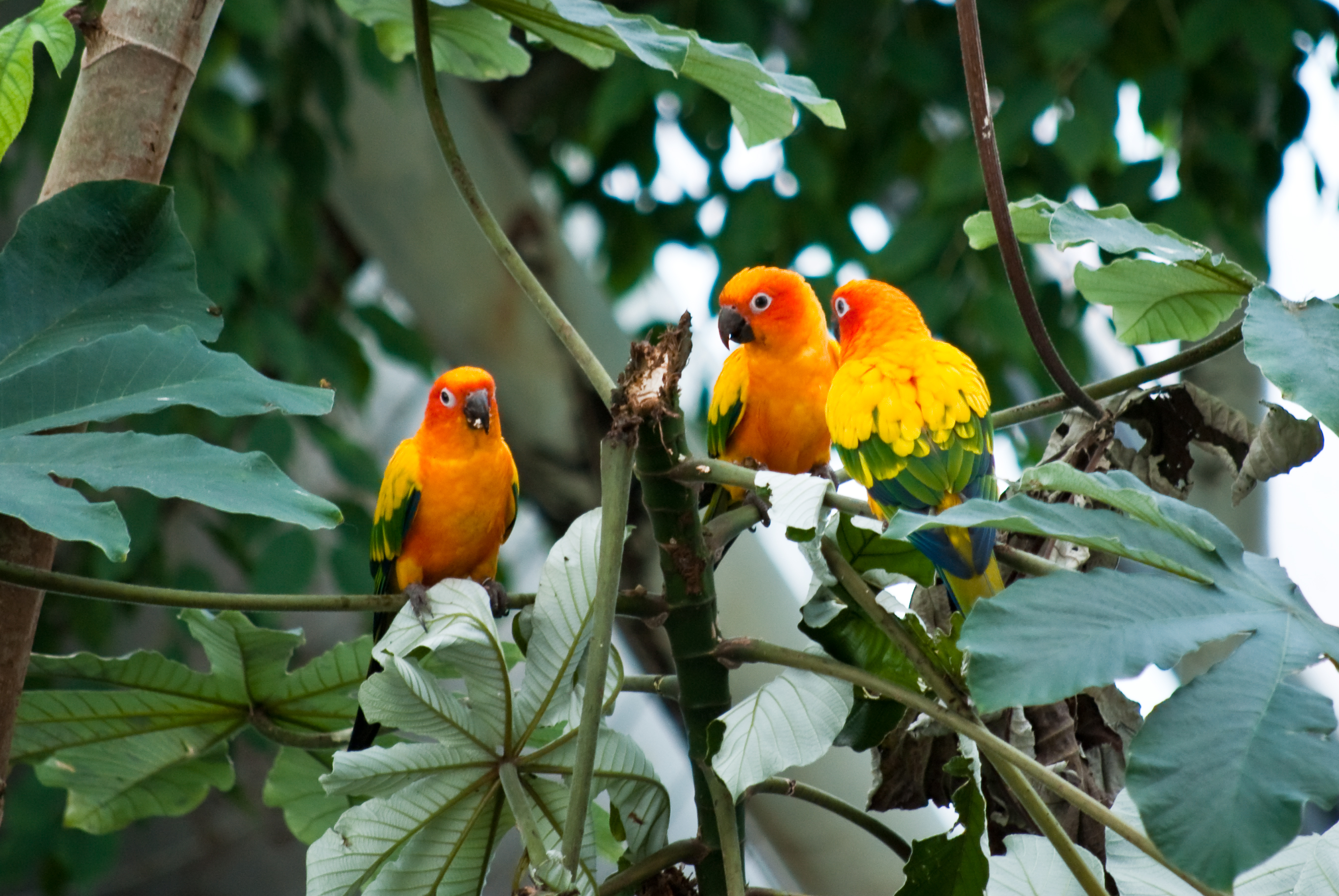
Zonparkieten
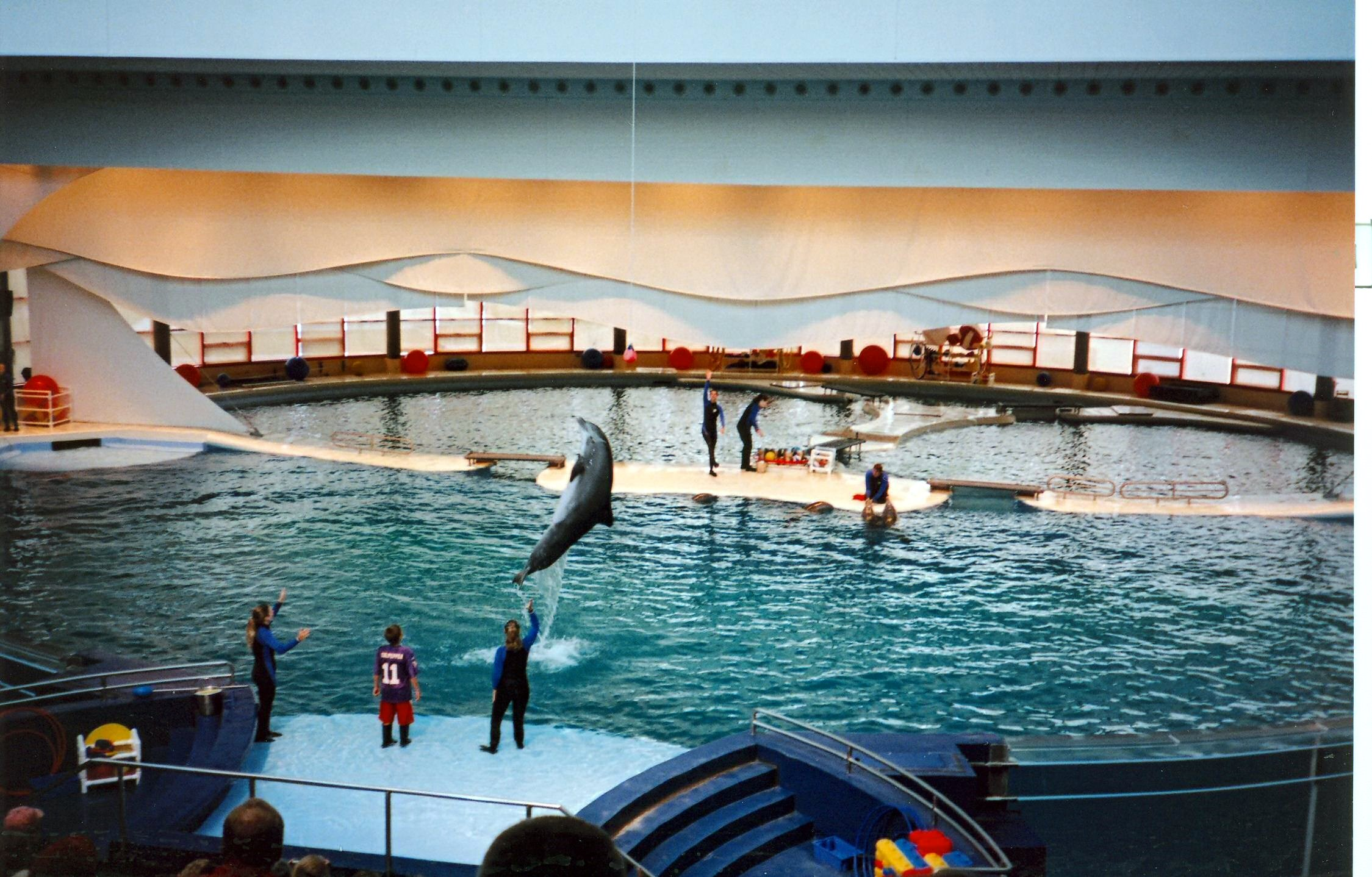
Dolfinarium